# 愛染恭子
愛染 恭子（あいぞめ きょうこ、1958年2月9日 - ）は、日本のポルノ監督、元ポルノ女優、元AV女優。旧芸名、青山 涼子（あおやま りょうこ）。本名・山崎恭子。千葉県野田市出身。

## 来歴
父方の祖母がカナダ人というクオーター。幼少の頃は髪が金髪であったと、本人が『週刊文春』のインタビューで答えている。
東京都立忍岡高等学校卒業後にスカウトされ、ヌードモデルとして活動していたが、青山涼子の芸名で1975年5月にピンク映画『痴漢地下鉄』でデビュー。その後、20数本のピンク映画に出演する。
1981年、本番行為を売り物にした映画『白日夢』の主演に抜擢され、この作品を契機に芸名を愛染恭子と改名。映画がヒットするとストリップ劇団を旗揚げし、ドサ回りを始め、映画・ビデオ・ビニ本・自伝などを合わせ、3年間で25億円稼ぎまくった。母が千葉カントリークラブ野田コースでキャディをやっていたこともあり、親孝行で同コースの脇に敷地462平方メートル、建坪165平方メートルの建設費1億円の白亜の豪邸を建てた。
埼玉県に30坪の注文住宅を建てた19歳の頃、大人の名義人が必要だったことから入籍した男性がいたが、『白日夢』出演後にサンケイスポーツで“隠し夫、発覚”と報じられた。籍だけ入れて一緒に暮らしてもいなかった名義上の夫は、ゴシップ報道後に愛染の事務所に怒鳴り込んで来た。当時の事務所社長だった代々木忠は「仕事をしていればお金はついてくる。揉めてる時間が勿体ない」と愛染に諭し、慰謝料300万円を男に支払うことになってしまう。これを契機に愛染は以前にも増して仕事に打ち込むようになり、1984年の主演映画『愛染恭子の未亡人下宿』は、出演料が500万円にもなっていた。
1983年1月、大阪市・十三のストリップ劇場に出演中に公然わいせつの現行犯で逮捕され、罰金5万円の命令を受けた。同年7月には横浜でも同罪で逮捕、起訴猶予となっている。釈放されるとすぐにファンの待つ地方のストリップ劇場に飛んで行くプロ根性の持ち主であった。
1984年、アダルトビデオ作品『ザ・サバイバル』の処女喪失シーン撮影のために高須クリニックで処女膜再生手術を受け、実際の手術の映像が作品内で使用された。
1985年12月21日発売の三船和子のアルバム「愛染恭子ナレーションによる演歌劇場 ～市川昭介書きおろし作品集～」（東芝EMI、TP-90374）に、ナレーターとして参加。
1994年7月にストリップ界から引退、以降はアダルトビデオを中心に活動。
2007年4月24日、自身と親密な付き合いのある男性と淫行をした中学3年生の姪を殴るなどして負傷させたとして千葉県野田警察署に傷害の疑いで逮捕され、松戸簡易裁判所から罰金50万円の略式命令を受け、即日納付後に釈放された。
2010年3月公開の団鬼六原作の映画『奴隷船』をもってヌード出演からは引退する、と公表した。「脱ぎ」無しでの女優業や映画製作に専念するといい、団からは「これが脱ぎおさめになるとは残念」というメッセージが寄せられた。なお、実際のヌード引退は2010年3月7日に行われた埼玉県のストリップ劇場「わらびミニ劇場」での公演となり、3月5日 - 7日の3日間に12回のストリップステージを務めた。
アダルトグッズなどを販売する会社でデザイナーを務めたこともあったが、2010年頃は、監督・女優業のほか、Twitterでフォロワーの恋の悩みや相談にも乗っていた。
2011年1月に公開された代々木忠のドキュメンタリー映画『YOYOCHU　SEXと代々木忠の世界』に出演。2010年10月から2012年12月にかけて、自身の監督作品『新釈 四畳半襖の下張り』、『阿部定 〜最後の七日間〜』、『奴隷市』を発表した。

## 人物

### ピンク映画デビュー
- 18歳でヌードモデルとしてデビューしたが、その時はまだ処女であったことを明かしている[11][注 2]。初めてヌードモデルをした時は、カメラマンの男性から「（本の）発売は1カ月後、グラビア」とだけしか聞かされなかったが、一向にそれらしい雑誌は見かけなかった。半年も経った頃、兄に連れられて入ったアダルトショップに、『まゆみちゃん』というタイトルで自分の写真が表紙に載ったビニ本があったという[12]。
- 2時間ほどの撮影で現金2万円のギャラを手に出来るビニ本も悪くないと思い、しばらくヌードモデルのアルバイトを続けた。当時は洋裁の専門学校に通っており、母親からの言いつけで1年間は学校を辞めなかったが、毎週末や夏休みもほとんどモデルのバイトに時間を使っていた。この頃に実家を出て独り立ちし、ヌードモデルの世界から繋がっていたピンク映画業界に青山涼子の芸名でデビュー。初期はエキストラ程度の脇役だったものの、1本あたりのギャラが2万円、ロープでの縛りがあると4万円、撮影会に出ると8万円も貰えた。1970年の大卒の初任給が7万円台だった頃だけに、ピンク映画の仕事はまたとない収入に繋がった[13]。
- ピンク映画のデビュー作品は、愛染自身が1975年11月公開の「『痴漢地下鉄』だったと思います」と、やや曖昧な記憶で話しているが[13]、日活映画のデータベースでは、これより早く出演作の『セミドキュメント おんな蕩し』（1975年5月）が公開されている[14]。

### 『白日夢』主演
- ピンク映画業界で仕事を続けていた22歳の頃に転機が訪れる。武智鉄二監督の『白日夢』は、紀ノ川涼子という女性が主演に決まっていたが[15]、本物の性交を撮影するハードコア映画であることに難色を示して降板。にっかつの映画監督、木下晃明が端役で起用したことのある青山涼子の写真を武智に見せて推薦し[16]、『平凡パンチ』に載っていたヌードグラビアを見た武智から改めてオファーを受けた[17]。武智の「この作品は世界的に有名になる。君も有名になる」という一言で出演を決意[11]。また、美しい世界観を表現したいという武智の思いに賛同したことも大きいという[11]。出演料は100万円だったと語っており、撮影に入るまでは恋人を作ったり、他の映画には出演しないよう武智から求められた[5]。
- 撮影開始までの1年間は演技の勉強の他に日舞、発声、体操、ジャズダンスの訓練を積み[15]、車を運転する場面があることから、自動車教習所に通って運転免許を取得。免許を取ってから毎週土日曜日は、鎌倉にあった武智の自宅に車で通い、武智の妻で日本舞踊家の川口秀子から礼儀作法を学んだ。その頃に武智から新しい芸名の“愛染恭子”を授けられる[5]。
- 1981年5月18日に佐藤慶との性交を撮る予定だったが、愛染の生理が始まったことから[18]、撮影は5月27日に延期された[19]。松竹大船撮影所で記者会見を開いた後に撮影が始まり、佐藤は愛染の肛門に挿入した人差し指を出し入れしながら、もう一方の手で拡げた性器の奥に舌を入れるなどして、長い愛撫を続けた。直腸と膣を同時に刺激された愛染は演技ではない声をあげたものの、佐藤がなかなか勃起しないために、精力剤を服用して撮影を中断[20]。愛染がフェラチオを続けているうちに勃起した佐藤は、彼女を押し倒してすぐに挿入したため、陰茎が初めて女性器に埋まって行くファーストカットが撮れないまま進行した[21][22]。佐藤の男根は100％の勃起ではなく8割ほどの勃ち具合だったというが、それでも“今まで体験したどの男性器より、充分に太くて巨大”なものが膣内に入ってきたと愛染は回顧している[23]。
- 武智から「最高の本番を演じてもらうために、撮影日は処女のような身体で来て欲しい」と言われ、撮影当日までの半年間は禁欲生活を送った[24]。にっかつ映画のような“しているふり”ではない本物の性交を衆人環視の中で行なうことや、愛染曰く「半年ぶりに男性の巨大な物で貫かれる期待」で撮影前から昂ぶっていたため[25]、その興奮度は尋常ではなかった。性交の時間進行と共に愛染が「出る！ 出る出る…」と口走ると、白濁した愛液がみるみる結合部から溢れ出てきた。その部分をクローズアップで撮っていた武智は、「性器自体の反応も素晴らしい」とコメントしている[26]。実際に愛染は性交中に3回半も絶頂に達したといい[27]、陰茎の抽挿がなおも続くと「また、出るっ、出る出る出る…！」と2回目のオーガズムでうわごとのように声をあげ、前よりさらに真っ白になった粘度の高い液を膣内から溢れさせた。武智は演技では成し得ない、糸を引くほど大量の白い液を布団に垂れ流している愛染の性器を見て「おそらくいかなる性科学者も、これまでに撮ろうとして撮れなかったような反応」と表現した[26]。後にラッシュフィルムを観た愛染は、自分の性器から漏れ出るドロドロの白い愛液が絡みつき、佐藤の陰茎までも白くなっていたことを知り、武智は「半年も禁欲したからだ。毎日やっていると、こうはならない」と話した[27]。
- この映画に賭けていた愛染は、撮影前の記者会見時に避妊をしないと公言し、妊娠した場合は子供を産むつもりだったという[28]。実際に生理の周期から考えると、撮影当日は膣内射精で妊娠する可能性が高い日であった。約30人ほどのスタッフが見守る中で、6時間かけて性交の撮影が行なわれ[29][注 3]、佐藤は愛染の性器と繋がったまま射精し終えた。膣口から精液が逆流してくる瞬間を撮ることになっていたため、陰茎を引き抜かれた愛染は精液が流れ出ないよう下半身を上、頭を下にした逆立ち同然の姿勢でスタッフに抱きかかえられ、ベッドから洋式トイレのセットまで移動した。便座に座った股間が撮影できるよう、前の部分をくり抜いた洋式トイレのセットで愛染が排尿を始めると同時に膣口が開き、中に溜まっていた精液が糸を引きながら溢れ出た[21]。尿と精液を同時に体内から出す光景を撮った武智は、「国内での公開は不可能であろうが、きっと海外において世界的な、世紀的な反響を呼び起こすものと想像される」と完成後に語った[26]。愛染恭子という女優が誕生したこの映画で、もう一人の人間が誕生したら素晴らしいことだと考えた愛染は、監督やスタッフの目前で共演者から膣内射精をしてもらう本作で妊娠することを内心望んでいたが、結果的にこの映画で妊娠はしなかったという[31]。
- 同作の出演で周囲の人間から白い目で見られ、道行く人にも「誰とでもやるんだろう」といわれるため、大きなサングラスに大きな帽子をかぶるなど変装して出歩くようになった。しかし愛染が母親に家をプレゼントしたことが報道されると、周囲の評価は好意的なものに変わり、冷やかされることがなくなった[11]。

### 処女膜再生手術
- 1984年公開の映画『愛染恭子 ザ・サバイバル』では、処女膜の再生手術を受けた。この企画の発端は、男性向け雑誌『GORO』（小学館）の若い編集者であった。彼の部署で新人編集者は何か独自の新企画を出す慣わしがあり、愛染に処女膜を再生させるという企画を提出したところ、上司が採用して「事務所にかけあってこい」という流れに至った[32]。この話を持ち込まれた愛染のマネージャーは馬鹿馬鹿しいと鼻で笑ったが、『白日夢』以降“本番女優”と言われ続け、別のことに挑戦してイメージ一新したい考えもあった愛染は、「面白いじゃない」と引き受けることにした。手術費用は175,000円だった[32]。
- 手術は代々木忠からの依頼で、形成外科医の高須克弥が執刀[33]。手術中の様子も撮影させて欲しいと頼まれた高須は了承し、劇場公開時には高須の顔はモザイク処理で隠されたものの、同作品はモザイクのない裏ビデオ市場で売れてしまった。卑猥な映画に出ているという理由で形成外科学会から除名処分を受けた高須は、理事会に顔を出し「どなたがそれを確認したのですか」と抗議したところ、誰もが口々に「観ていない。あくまで噂だ」と言い出して処分は撤回された[8][34]。

### 交友
- 『白日夢』で共演した佐藤慶は、演技指導はもちろんのこと「“愛”という字を芸名に使った人は大成しないから、時期を見て名前を変えた方がいいよ」とアドバイスをくれるほど親身で、亡くなる晩年まで暑中見舞いと年賀状の他に、年に２-３度は手紙やFAXが届いたという[35]。ナレーションの仕事もしていた佐藤は、2001年の愛染の初監督映画『愛染恭子 VS 小林ひとみ 発情くらべ』でナレーターを担当してくれた。2009年のリメイク版『白日夢』に出てもらおうと連絡を取った際には、体調不良で辞退され、映画公開時に再度電話をしたところ、体調が悪くて寝込んでいると話された[35]。
- 『白日夢』の記者会見で「愛染さんは避妊をしないと話しているが、もしも妊娠した場合は？」と質問された佐藤は「今の僕の精液じゃ薄くなっちゃって（妊娠させる）能力がないんじゃないかな。でも3ヵ月ほどしたら、田淵くんみたいに発表するかも知れないよ」と、同時期に女優のジャネット八田を妊娠させた“できちゃた婚”で話題の人だったプロ野球界の田淵選手をネタに笑いを取っていた[28]。愛染はこの時の様子を、性交の撮影前で緊張している私をリラックスさせようと冗談を言っていたのではないかと自著に書いている。
- 作家の団鬼六とは『白日夢』公開の頃に初めて出会い、その後に交流を持つようになって30年もの付き合いになった。2010年初頭、団の作品を映画化したいという愛染のラブコールに対し、「映像化するならこれを使え」と自作の小説『旅路の果て～倒錯一代女』を薦めていた。愛染は団が原作の映画『奴隷船』公開の1か月前に食道癌だと明かされ、すでに症状が進んで食が細かった団は、ヌードの仕事から引退すると公表していた愛染を寿司屋に連れて行き「引退するなよ。元気なうちにもう一回、お前のために小説を書くから」と話した[36]。
- 2011年5月6日に団の死去が報じられ、愛染の事務所は「仕事にならないほど数日も泣き通し」とコメントした。愛染は団の原作で2012年前半の公開を目指して『旅路の果て～倒錯一代女』の映画化を準備していた[37]。
- 葬儀には、団の小説を映画化した『花と蛇』の主演女優・谷ナオミや、作家の西村京太郎、将棋棋士の米長邦雄ら約300人が参列。愛染は団を「ピンク界の縁の下の力持ちのような存在」と報道陣に語って大粒の涙をこぼした[38]。
- 2011年2月に脚本を読んでもらった時に団は「ワシの（原作）とはちょっと変えているなぁ」と笑っていたというが[36]、完成した映画は『奴隷市』のタイトルで、2012年12月1日に公開された[39]。

### その他
- 2010年3月、雑誌の取材で石垣島から新城島に向かっていた際、竹富島近海で乗船していたプレジャーボートが炎上する事故に巻き込まれたが、愛染ら乗員・乗客は近くを航行していた旅客船に救助された。このことは出演した映画『奴隷船』初日で舞台挨拶を行なった愛染が明らかにした。
- 代々木忠監督による女番長作品出演時は、シンナー遊びしている役作りのため、前歯を抜いて撮影に臨んだ[40]。

## 出演

### ピンク映画（青山涼子名義）
- 1975年05月17日 セミドキュメント おんな蕩し（たらし）（監督：中村幻児、にっかつ）[14]
- 1975年07月＿　強姦か和姦か？ だまして暴行（監督：若松孝二、和光映画）[41]
- 1975年10月18日 トルコ大百科（秘）名勝負（監督：山本晋也、にっかつ）[42]
- 1975年11月＿　痴漢地下鉄 （監督：山本晋也、新東宝）[43]
- 1976年08月11日 ドキュメント・ポルノ　淫絶（秘）白書（監督：山本晋也、にっかつ）[44]
- 1976年10月＿　処女盗ッ人（監督：渡辺護、映像社）[45]
- 1976年10月20日 セミドキュメント　悶絶キャバレー（監督：代々木忠、にっかつ） [46]
- 1977年01月22日 タクシー野郎　夜の淫花（監督：山本晋也、にっかつ）[47]
- 1977年07月＿ （秘）女郎生贄（監督：渡辺護、新東宝）[48]
- 1977年07月23日 セミドキュメント （秘）制服売春・白い乳房（監督：代々木忠、にっかつ）[49]
- 1977年11月26日 痴女昇天（監督：中村幻児、にっかつ） [50]
- 1978年01月＿ 悶絶痴漢船（監督：久我剛、ミリオンフィルム）[51]
- 1978年01月07日 駅前不動産 美女も斡旋します（監督：山本晋也、にっかつ）[52]
- 1978年03月04日 痴漢横丁交番前（監督：代々木忠、にっかつ）[53]
- 1978年07月＿ 発情レポート 穴場遊び（監督：沢賢介、ミリオンフィルム）[54]
- 1978年07月22日 セミドキュメント 東京淫欲の夜（監督：代々木忠、にっかつ）[55]
- 1978年11月18日 暴る（やる）！（監督：長谷部安春、にっかつ）[56]
- 1979年03月06日 絶倫トルコマンション　密戯 （監督：早坂紘、ミリオンフィルム） [57]
- 1979年06月05日 トルコ拷問　激痛（監督：早坂紘、ミリオンフィルム）[58]
- 1979年07月＿ 少女を襲う！（監督：高橋伴明、新東宝）[59]
- 1979年07月10日 濡れた牝猫（監督：高橋伴明、ミリオンフィルム） [60]
- 1979年09月04日 超淫力 絶頂女（監督：中村幻児、ミリオンフィルム）[61]
- 1980年04月＿ 変態夜行列車（監督：中村幻児、新東宝）[62]

### 映画（愛染恭子に改名以降）
- 1981年09月12日 白日夢（監督：武智鉄二、富士映画）[4][63]
- 1982年08月14日 華麗なる愛の遍歴 愛染恭子（監督：代々木忠、ジョイパックフィルム）[64]
- 1983年03月11日 ヨーロッパ・ノーカット版 愛染恭子・華麗なる追憶（監督：代々木忠、ジョイパックフィルム）[65]
- 1983年10月21日 ザ・ドキュメント 性感極秘テクニック（監督：代々木忠、ジョイパックフィルム） [66]
- 1984年04月28日 愛染恭子 ザ・サバイバル（監督：代々木忠、ジョイパックフィルム）[67]
- 1984年12月22日 愛染恭子の未亡人下宿（監督：山本晋也、にっかつ）[68]
- 1986年03月08日 THEエロス（監督：代々木忠、ミリオンフィルム）[69]
- 1987年02月07日 白日夢２（監督：武智鉄二、グローバルフィルム）[70]
- 1991年04月27日 愛染恭子 in 沖縄 本番快感ツアー（監督：関たかし、新東宝）[71]
- 1993年12月23日 愛染恭子 昼下りの情事（監督：北沢幸雄、エクセス・フィルム）[72]
- 1997年03月01日 Sun Run Gun 脳みそぶっぱなしツアー1泊2日（監督：ぜんじろう、新東宝）[73]
- 1999年01月29日 髪結い未亡人 むさぼる快楽（監督：川村真一、新東宝）[74]
- 1999年07月31日 デッドライン 島唄よ響け、男たちの魂に（監督：新里猛作、ENKプロモーション）[75]
- 1999年09月18日 意外と死なない（監督：大九明子、映画美学校）[76]
- 2000年02月25日 どすけべ女社長 未亡人の性欲（監督：小林悟、新東宝）[77]
- 2000年06月16日 愛染恭子 Gの快感（※原作）（監督：下元哲、エクセス・フィルム）[78]
- 2000年09月01日 愛染恭子の人妻セールスレディ 快楽の実演（※原作＆かねださとしと共同脚本）（監督：小林悟、新東宝）[79]
- 2002年12月14日 紅姉妹（監督：団鬼六、新東宝）[80]
- 2002年08月23日 GUN CRAZY エピソード1 復讐の荒野（監督：室賀厚、キュームービー、巴里映画）[81]
- 2002年09月27日 にっぽん淫欲伝 姫狩り（監督：藤原健一、新東宝）[82]
- 2004年12月11日 風を追いかけて（監督：石川二郎、アウトサイド）[83]
- 2005年07月02日 ピーカン夫婦（監督：元木隆史、バイオタイド）[84]
- 2007年02月05日 セレブが結婚したい13の悪魔（監督：森角威之、グロービック）[85]
- 2007年06月09日 パッチギ! LOVE&PEACE（監督：井筒和幸、シネカノン）[86]
- 2009年01月10日 NIGHT☆KING ナイトキング（監督：藤原健一、GPミュージアムソフト）[87]
- 2010年03月06日 奴隷船（監督：金田敬、新東宝）[88]
- 2011年01月22日 YOYOCHU　SEXと代々木忠の世界（監督：石岡正人、スターサンズ）[89]
- 2011年09月12日 BLACK ROOM（監督：辻岡正人、辻岡プロダクション）[90]

### オリジナルビデオ作品
- 1981年12月21日 愛染恭子の本番生撮り 淫欲のうずき（監督：代々木忠）[4]
- 1994年09月21日 美女（むすめ）奉行　おんな牢秘抄 II（監督：原田徹）[91]
- 1995年02月22日 おんな犯科帳　江戸拷問刑罰抄（監督：津島勝）[92]
- 1996年12月18日 成田アキラのテレクラ三昧（監督：石川健一）[93]
- 1998年10月23日 実録人妻白書（監督：桜井雅彦）[94]
- 1998年09月04日 疑惑の診察室　私を犯した美容整形外科医（監督：友松直之）[95]
- 1998年09月22日 女家庭教師 恥じらいの個人授業（監督：坂本太）[96]
- 1998年02月21日 淫恥母（監督：鈴木誠二）[97]
- 1999年04月23日 緊縛の虜（監督：芝祐二）[98]
- 1999年01月21日 痴女教室（監督：藤原健一）[99]
- 1999年02月26日 毒婦 妖しい炎（監督：井口昇）[100]
- 2000年07月25日 淫タビュー 普通の女の異常なホンネ（監督：アレックス小倉）[101]
- 2001年02年21日 艶熟母（監督：藤原健一）[102]
- 2001年04月25日 新人ツアーコンダクター あゆみ（監督：芝祐二）[103]
- 2001年10月21日 渋谷ミッドナイト・ウォー 暗黒街（監督：藤原健一）[104]
- 2001年10月26日 昼下がりの情事（監督：北沢幸雄）[105]
- 2003年05月25日 新人ナース・はるか 恥ずかしいお仕事（監督：石川二郎）[106]
- 2004年04月25日 ザ・痴漢ネット Access7（監督：川野浩司）[107]

### テレビ番組
- 文吾捕物帳 第13話（1981年、ANB）
- 木曜ゴールデンドラマ / 誘拐スクランブル（1985年、YTV）
- 土曜ワイド劇場 / ダンススクール連続殺人（1988年、ABC）
- 火曜サスペンス劇場 / 花園の迷宮（1988年3月、NTV / 東映）- 牡丹 役
- 直木賞作家サスペンス / 隣家の寝室（1989年、KTV / 東映）
- ビタミンF 第3話「はずれくじ」（2002年、NHK）
- みんな!エスパーだよ!（2013年、テレビ東京）- おばちゃん 役

## 作品

### 監督
- 2001年02月02日 愛染恭子 VS 小林ひとみ 発情（さかり）くらべ ★（※原作、出演）（エクセス・フィルム）[108]
- 2001年03月16日 極妻レズ ～イヴの快感～ ★（※出演）（エクセス・フィルム）[109]
- 2001年08月21日 新人ツアーコンダクター 里奈（別題：新人ツアーコンダクター2） ☆[110]
- 2002年02月25日 教習所のお姉さん ☆[111]
- 2002年04月26日 愛染恭子の痴漢病棟 ★（※出演）（新東宝）[112]
- 2002年07月19日 続・愛染恭子Gの快感 究極編 ★（※原作、出演）（エクセス・フィルム）[113]
- 2003年01月25日 新人ツアーコンダクター 紀華 ☆（※脚本）[114]
- 2003年04月25日 政界レズビアン 女戒 ★（※出演）（新東宝）[115]
- 2003年12月26日 愛染恭子 VS 菊池えり ダブルGスポット ★（※出演）（新東宝）[116]
- 2004年10月25日 ニュースキャスター 麻有美 ☆（GPミュージアムソフト）[117]
- 2006年03月25日 満員電車の女 ☆（GPミュージアムソフト）[118]
- 2006年06月25日 甘い香りの女 ☆（GPミュージアムソフト）[119]
- 2006年07月07日 平成未亡人下宿 痴漢みだら指（※脚本、出演）（新東宝）[120]
- 2009年09月05日 白日夢 ★（いまおかしんじと共同監督）（アートポート）[121]。
- 2010年10月01日 新釈 四畳半襖の下張り ★（新東宝）[122]
- 2011年07月22日 阿部定 〜最後の七日間〜 ★（新東宝）[123]
- 2012年12月01日 奴隷市 ★（新東宝）[124]

★ 映画　☆ オリジナルビデオ作品

## 書籍

### 著書
- 「愛染恭子のベッドサイドストーリー」（1984年2月、ろまん書房）ISBN 4-947608-10-2
- 「愛染恭子の貴方とホンバン気分」（1984年4月1日、現代ブック社）ISBN 4-905932-30-0
- 「なんでも教えてあげる 愛染恭子のおんなの事典」（1986年3月1日、自由現代社）ISBN 4-88054-513-9
- 「究極の快楽講座 愛染恭子のもっと愛して」（1986年11月9日、大陸書房）ISBN 4-8033-1036-X
- 「女はスケベを我慢できない」（1995年2月1日、ごま書房新社）ISBN 4-341-14082-5
- 「Gの快感 女性をイカせる156の法則」（1999年11月25日、双葉社）ISBN 4-575-15282-X
- 「イヴの快感 手取り足取り粘膜講座」（2000年9月18日、双葉社）ISBN 4-575-15291-9
- 「Iの快感 手取り足取り粘膜講座」（2001年12月1日、双葉社）ISBN 4-575-15312-5
- 「LOVEエクスタシー 愛の快感」（2002年11月1日、コアハウス）ISBN 4-89809-111-3
- 「愛される女性のためのLOVE LESSON」（2002年12月1日、青春出版社）ISBN 4-413-00632-1
- 「間違いだらけのセックス」（2011年1月、ロングセラーズ）ISBN 978-4-8454-0860-3
- 「女を究極の絶頂に導くオトコ術」（2012年1月1日、ロングセラーズ）ISBN 4-8454-3190-4
- 「女をスケベにさせるLOVEテクニック75」（2012年1月1日、ロングセラーズ）ISBN 4-8454-3204-8
- 「セックスでわかる頭のいい人・悪い人」（2012年8月25日、ロングセラーズ）ISBN 4-8454-2251-4

### 写真集
- 愛染恭子写真集 月刊ZIPPER臨時増刊（1981年、吐夢書房）
- 白日夢よ、ふたたび…（1982年、吐夢書房）
- 華麗なる追憶（1982年、近代映画社）
- 白日夢（1994年、パパラブックス） ISBN 4-88618-108-2
- 桜桃記 終宴（1994年、テイ・アイ・エス） ISBN 4-88618-113-9
- 狂宴宮（1995年、テイ・アイ・エス） ISBN 4-88618-122-8
- 堕落論（1995年、テイ・アイ・エス） ISBN 4-88618-127-9
- 皆既日食（1999年、リイド社） ISBN 4-8458-1500-1

## 音楽作品

### シングル
| 発売日         | 規格           | 規格品番       | 面             | タイトル             | 作詞           | 作曲           | 編曲           |
| ハミングバード | ハミングバード | ハミングバード | ハミングバード | ハミングバード       | ハミングバード | ハミングバード | ハミングバード |
| -------------- | -------------- | -------------- | -------------- | -------------------- | -------------- | -------------- | -------------- |
| 1984年11月21日 | EP             | 7HB-11         | A              | 恋人たちの森         | 中原葉子       | 西谷翔         | 竜崎孝路       |
| 1984年11月21日 | EP             | 7HB-11         | B              | エンドレス・ドリーム | 中原葉子       | 西谷翔         | 竜崎孝路       |